# Meade (rivière)
Pour les articles homonymes, voir Meade.

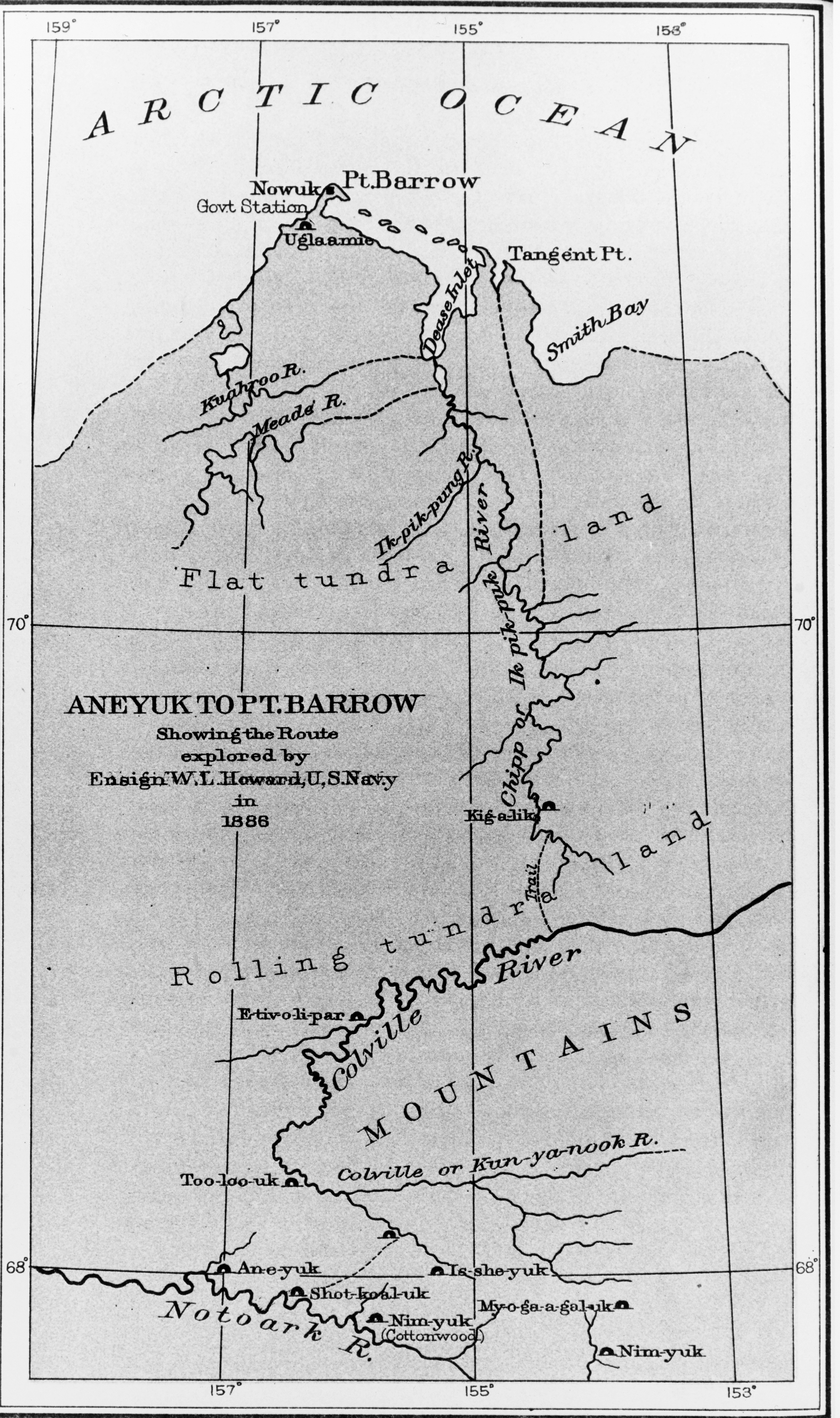
Carte de l'expédition de l'enseigne W.L. Howard, de la marine américaine, en 1886. La rivière Meade est située dans le quart nord-ouest.

La rivière Meade est un cours d'eau d'Alaska, aux États-Unis, situé dans le borough de North Slope.

## Description
Longue de 150 milles (241 km), elle coule en direction du nord-est vers la baie Admiralty, dans la plaine arctique.
Ce cours d'eau a été exploré en 1883 par le capitaine P.H. Ray. Son nom proviendrait de celui d'un amiral de l'U.S. Navy, Richard Worsam Meade.

## Affluent
- Usuktuk

## Sources
- (en) « Meade (rivière) », Geographic Names Information System